# مطار بيونغ يانغ الدولي
مطار بيونغ يانغ الدولي، المعروف أيضًا باسم مطار بيونغ يانغ سونان الدولي، هو المطار الرئيس الذي يخدم بيونغ يانغ عاصمة كوريا الشمالية. يقع في منطقة سونان بالمدينة. أغلق المطار أمام رحلات السفر الدولي عام 2020، بسبب جائحة كوفيد-19، وأعيد افتتاحه في عام 2023، مع استئناف رحلات طيران إير كوريو إلى بكين وفلاديفوستوك.
يحتوي مطار بيونغ يانغ على مدرجين، الأطول (01-19) هو الأكثر إستعمالا للرحلات الدولية، والأقصر (17-35) يستعمل للطيران الكوري الشمالي و للرحلات الداخلية.
يعتبر هذا المطار المقر الرئيسي لشركة الطيران الكورية الشمالية طيران كوريو.

## شركات الطيران و الوجهات
| شركـات طيـران | الوجهات                                                                  |
| ------------- | ------------------------------------------------------------------------ |
| طيران كوريو   | مطار بكين العاصمة الدولي، مطار شنيانغ الدولي، Vladivostok (جميعها معلقة) |

## المرافق
يتكون المطار من مدرج، و محلات تجارية معفاة من الرسوم الجمركية، و قاعة انتظار واحدة للمسافرين، و بنك (مصرف)، و محل تجاري للذكريات، مع مكتب لترك البضائع فيه يفتح من الساعة 8:00 إلى 21:00 بسعر قدره 500 1 وون (حوالي 0.80 يورو، حوالي 1.04 دولار أمريكي).

و أيضا مطعم و بنك و حانة يفتحون من الساعة 9:00 إلى الساعة 18:00 ليلا.

## إلتزامات
لحظة الوصول إلى المطار (أين تحجز جميع الهواتف) يتم أخد السائح إلى الفندق، حيث لا يستطيع الخروج إلا مع دليلين إثنين يحملان شارة عليها صورة كيم إل سونغ، و مع سائق خاص. أنذاك يتم الإبقاء على جواز السفر لتسجيله، و يمنع على الزائر امتلاك الوون العملة الرسمية للبلاد، أو استخدام وسيلة نقل محلية خاصة أو عامة.

## معرض صور

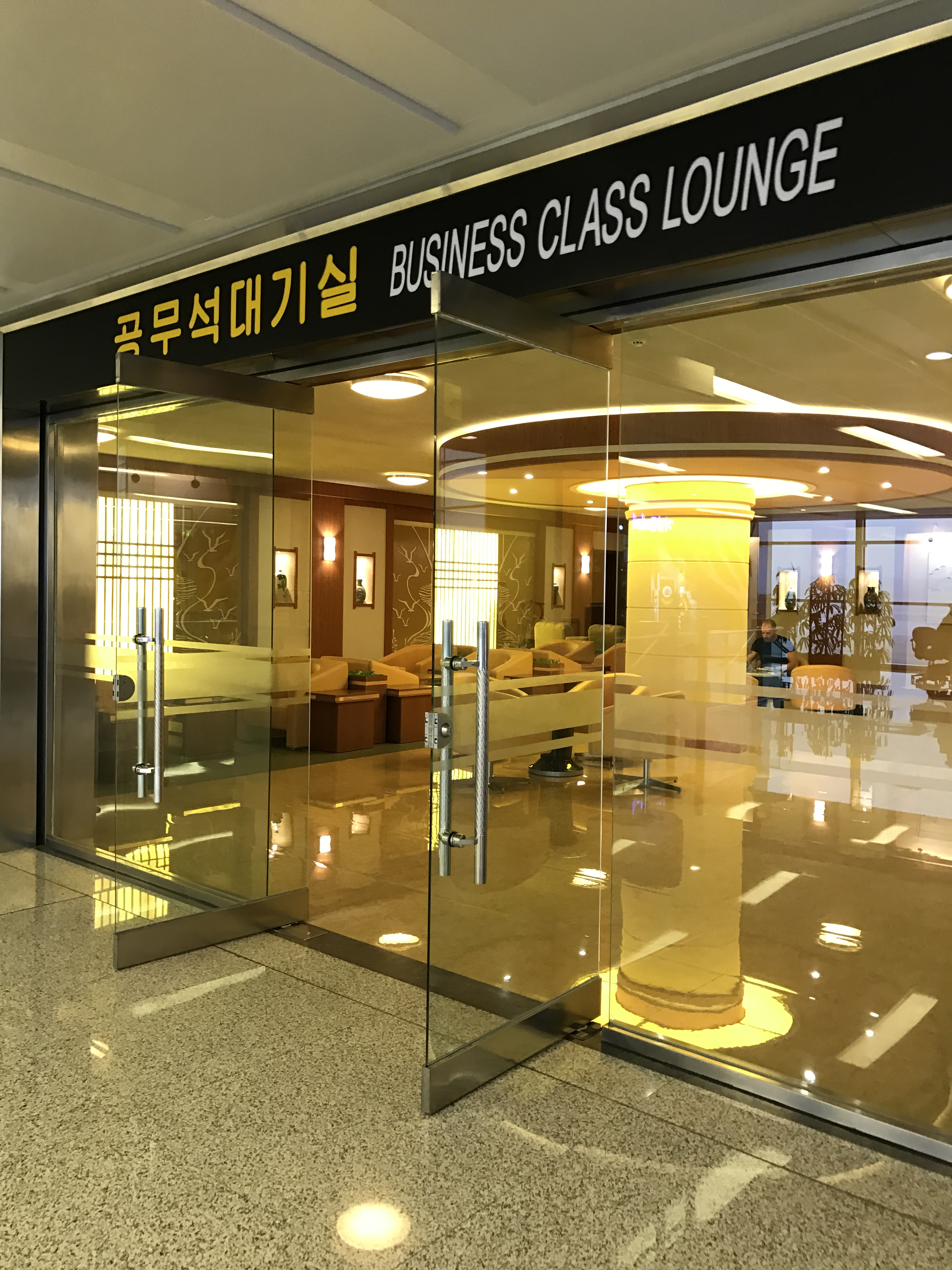
صالة درجة رجال الأعمال
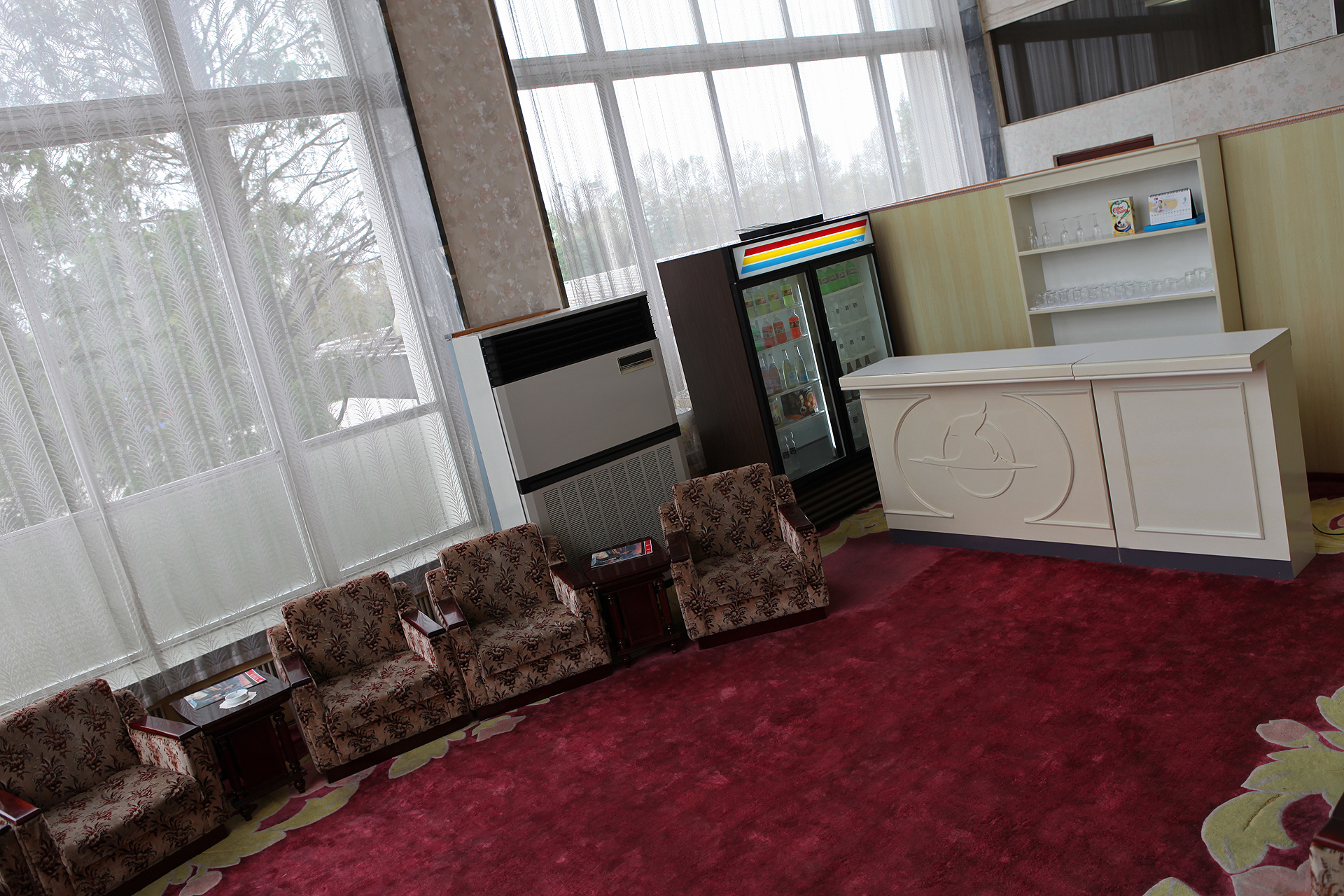
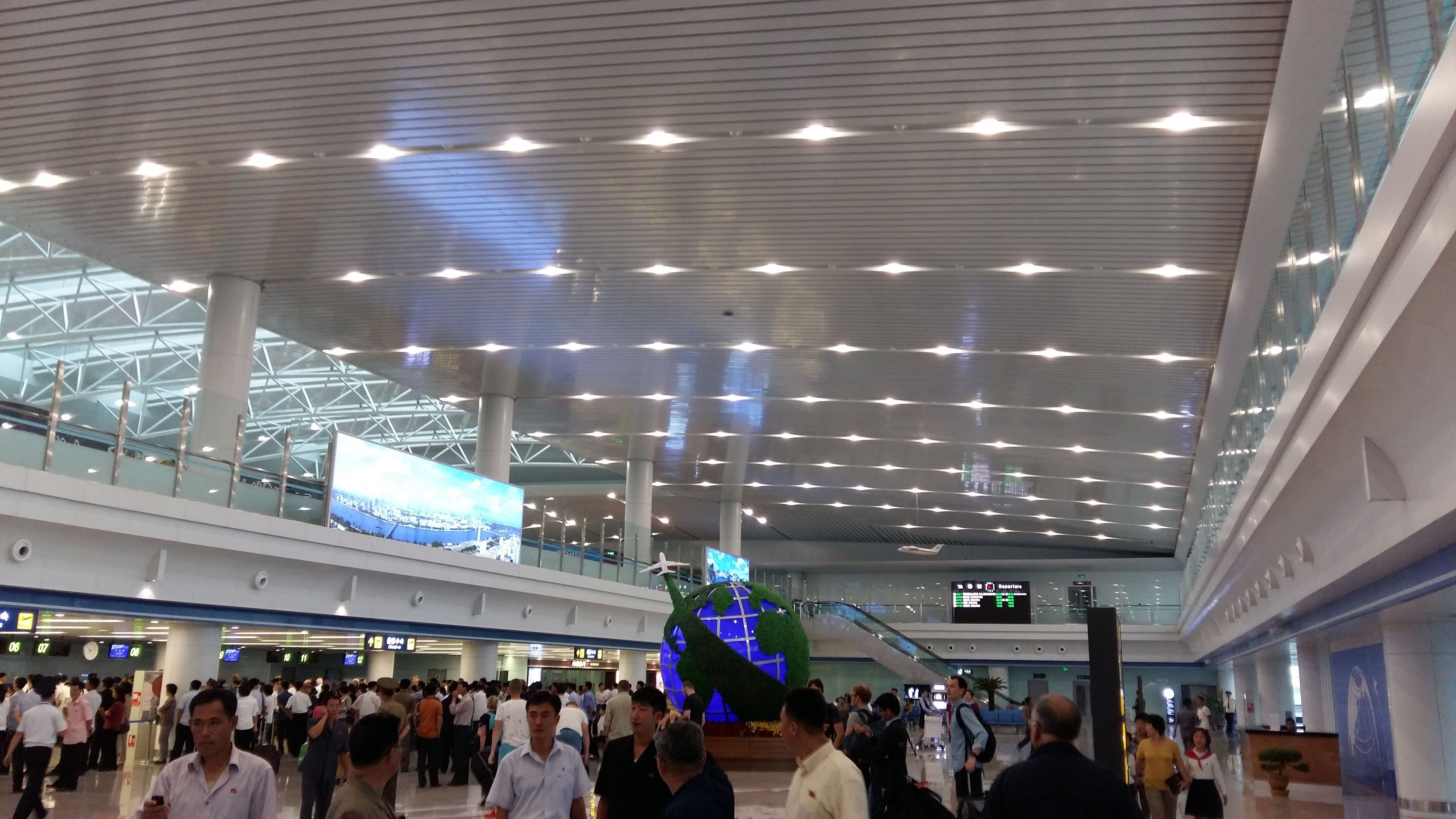
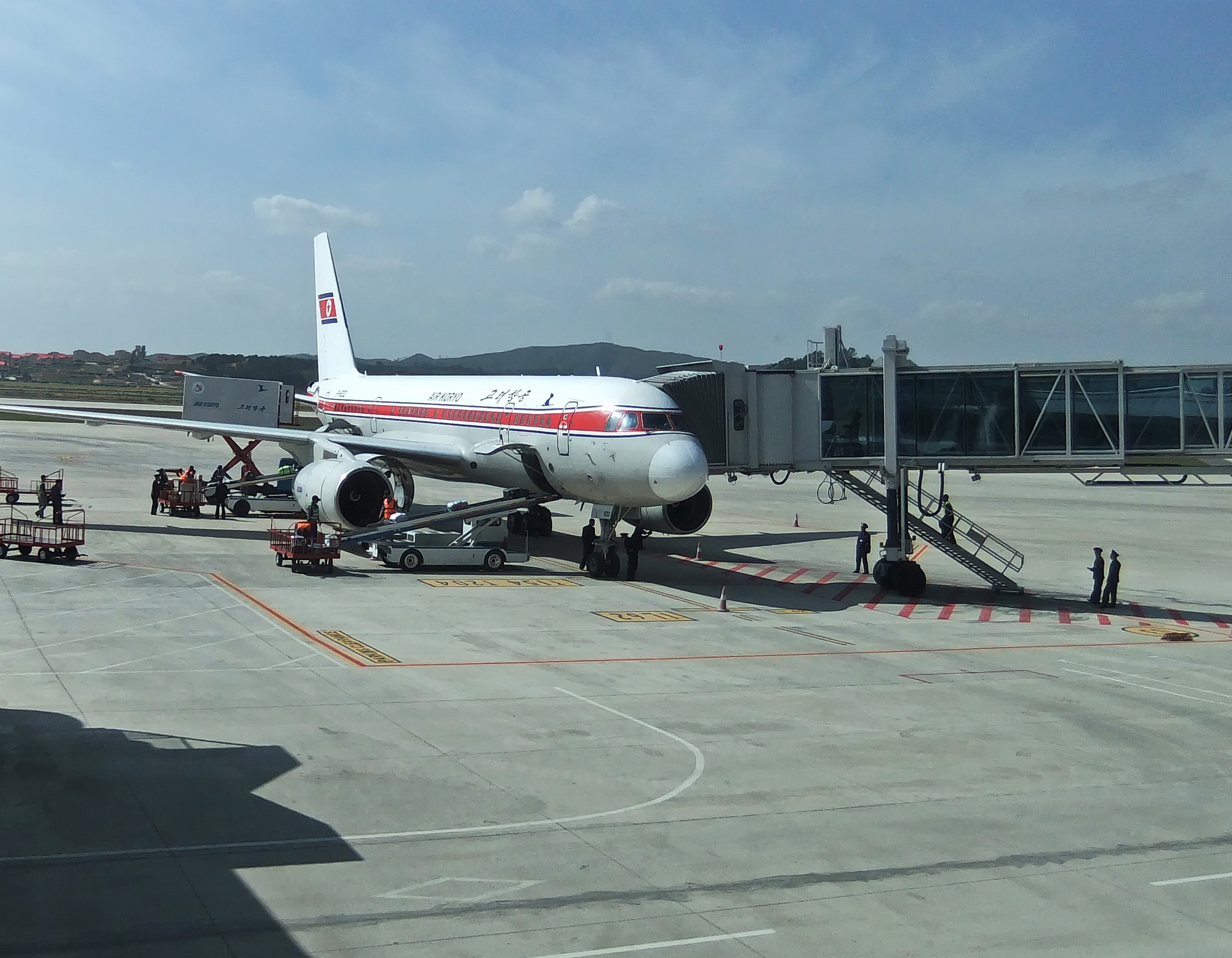
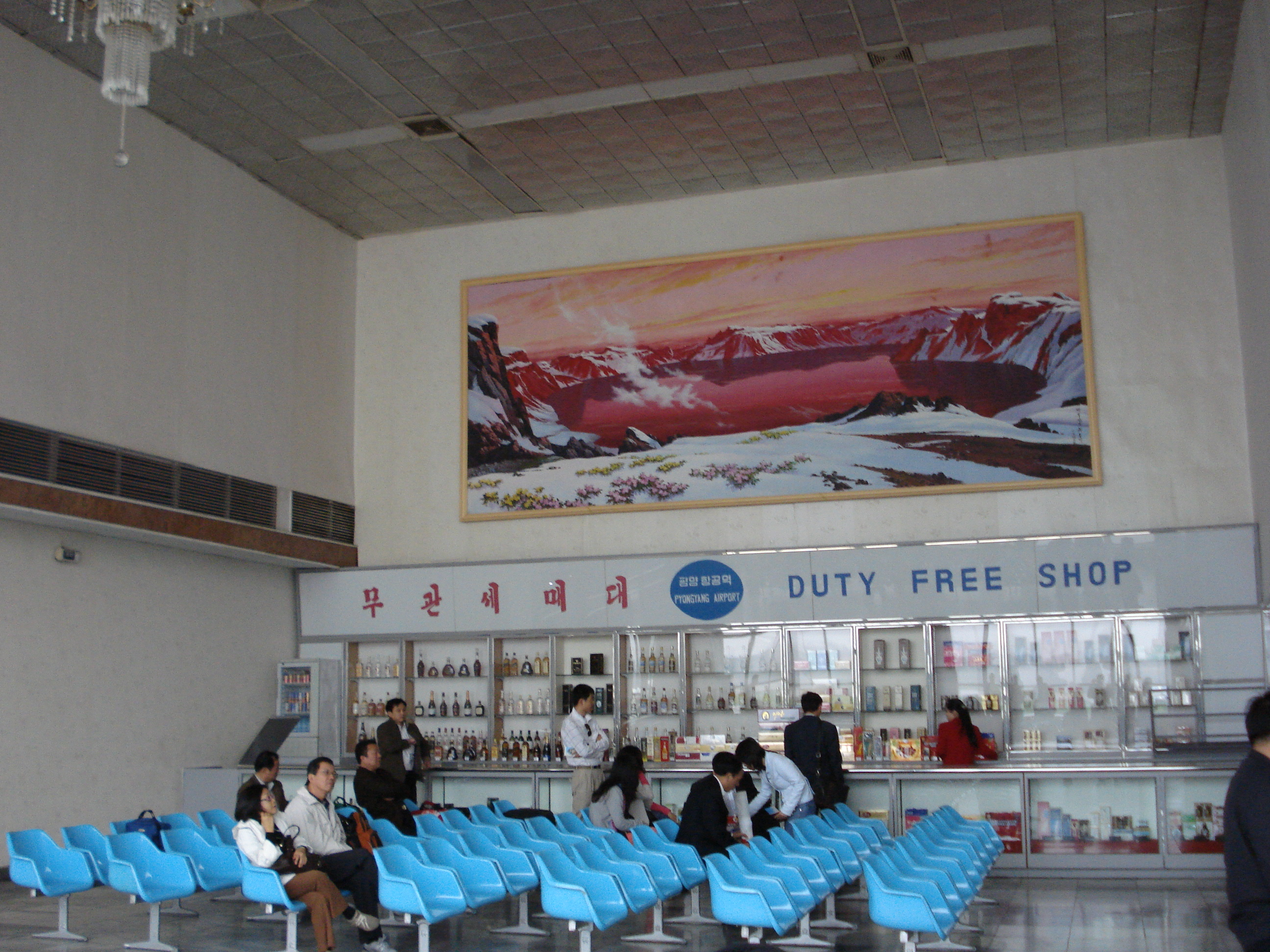
المنطقة الحرة المعفاة من الرسومات الجمركية و قاعة الإنتظار
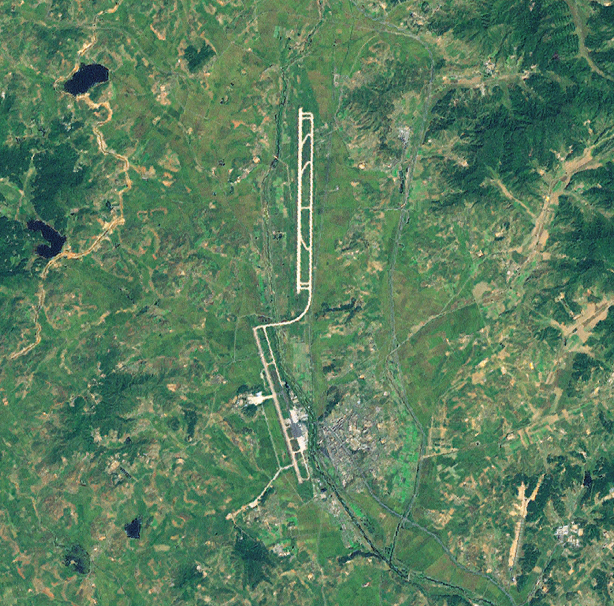
منظر جوي من وكالة الناسا للمطار (التيليسكوب لاندسات 7)